# Coup de foudre à Notting Hill
Pour plus de détails, voir Fiche technique et Distribution.
Coup de foudre à Notting Hill (Notting Hill) est un film britannique réalisé par Roger Michell, sorti en 1999.

## Synopsis

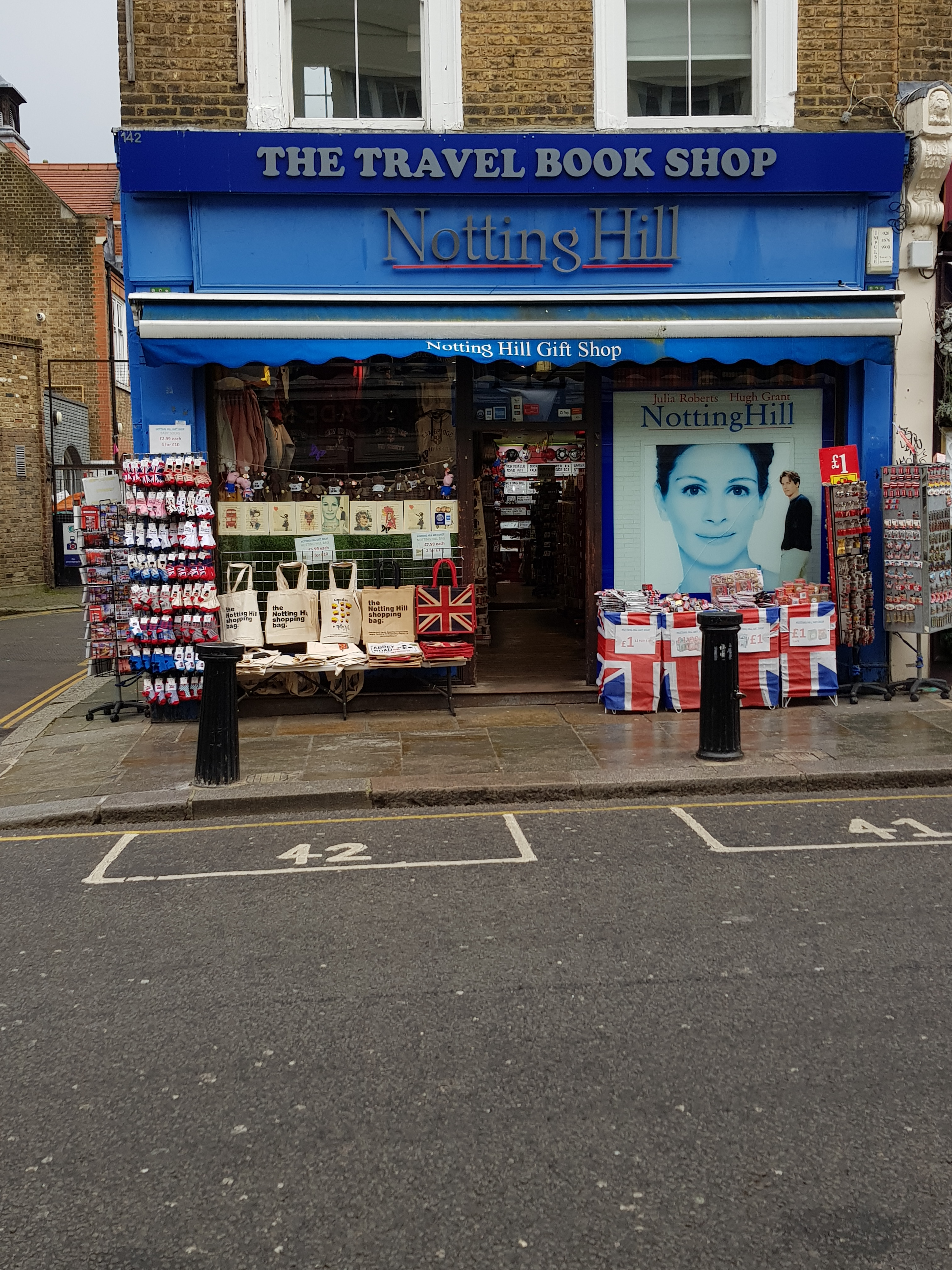
No 142, Portobello Road, Notting Hill.

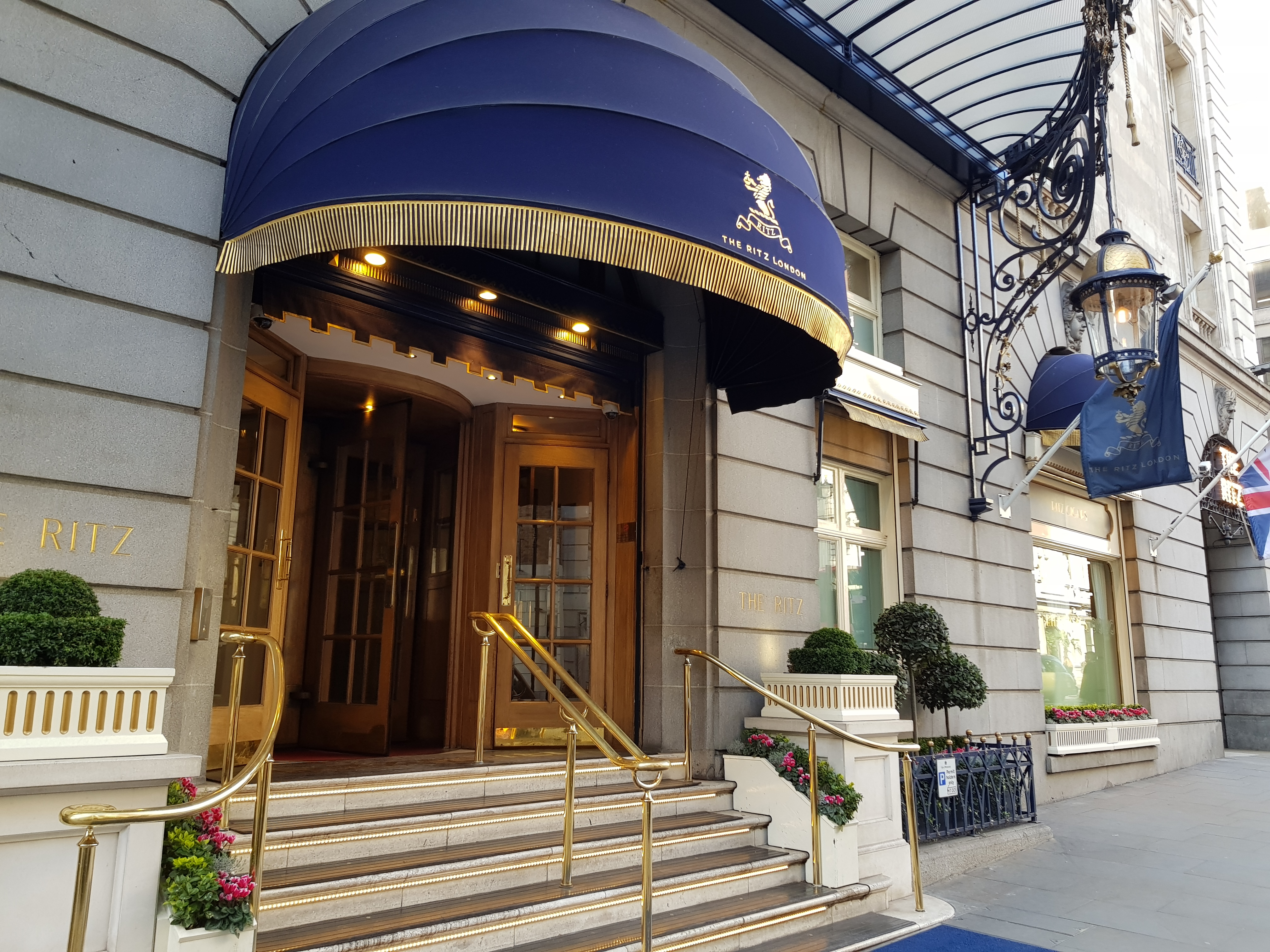
L'entrée du Ritz.

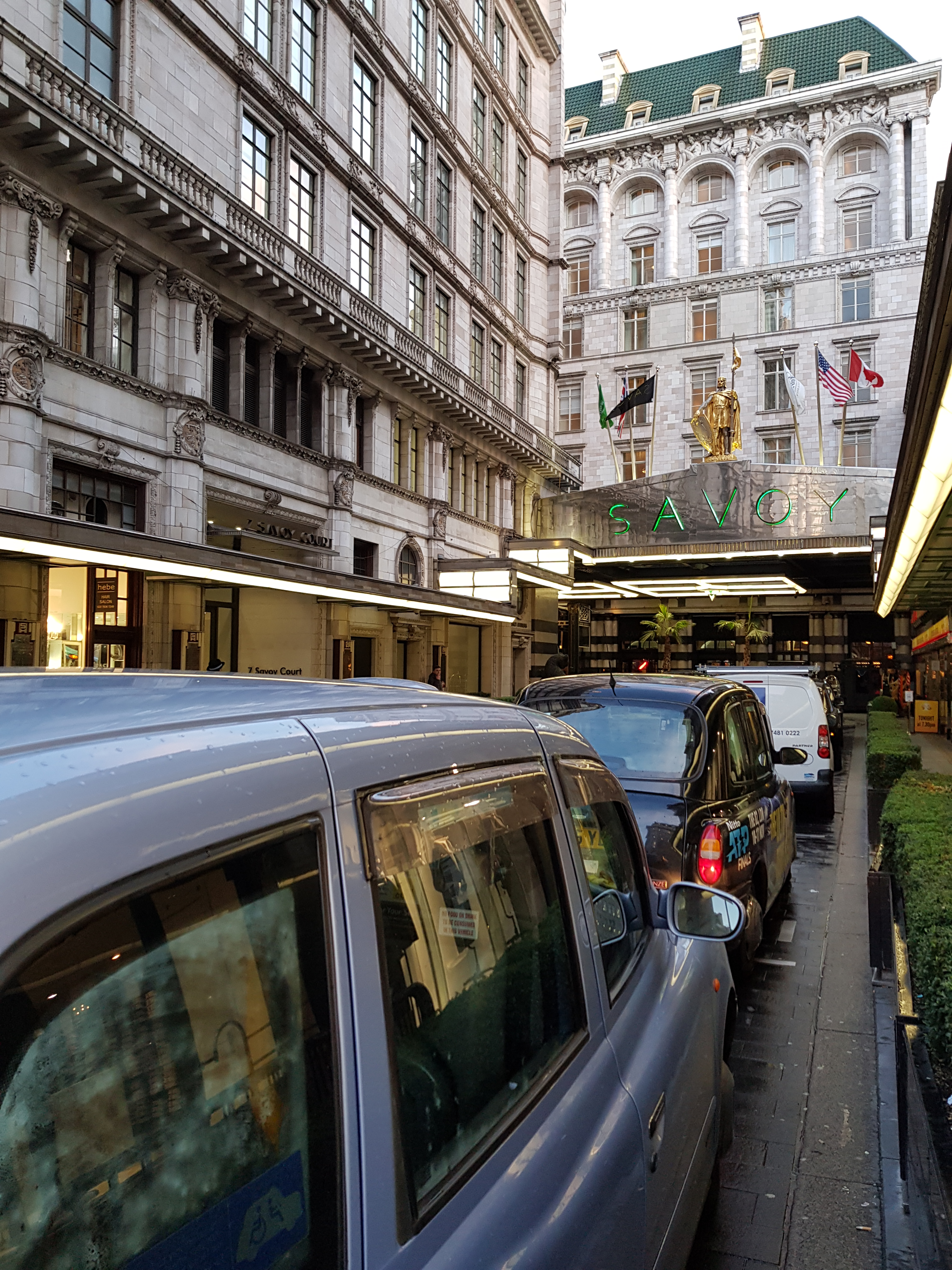
L'entrée du Savoy.

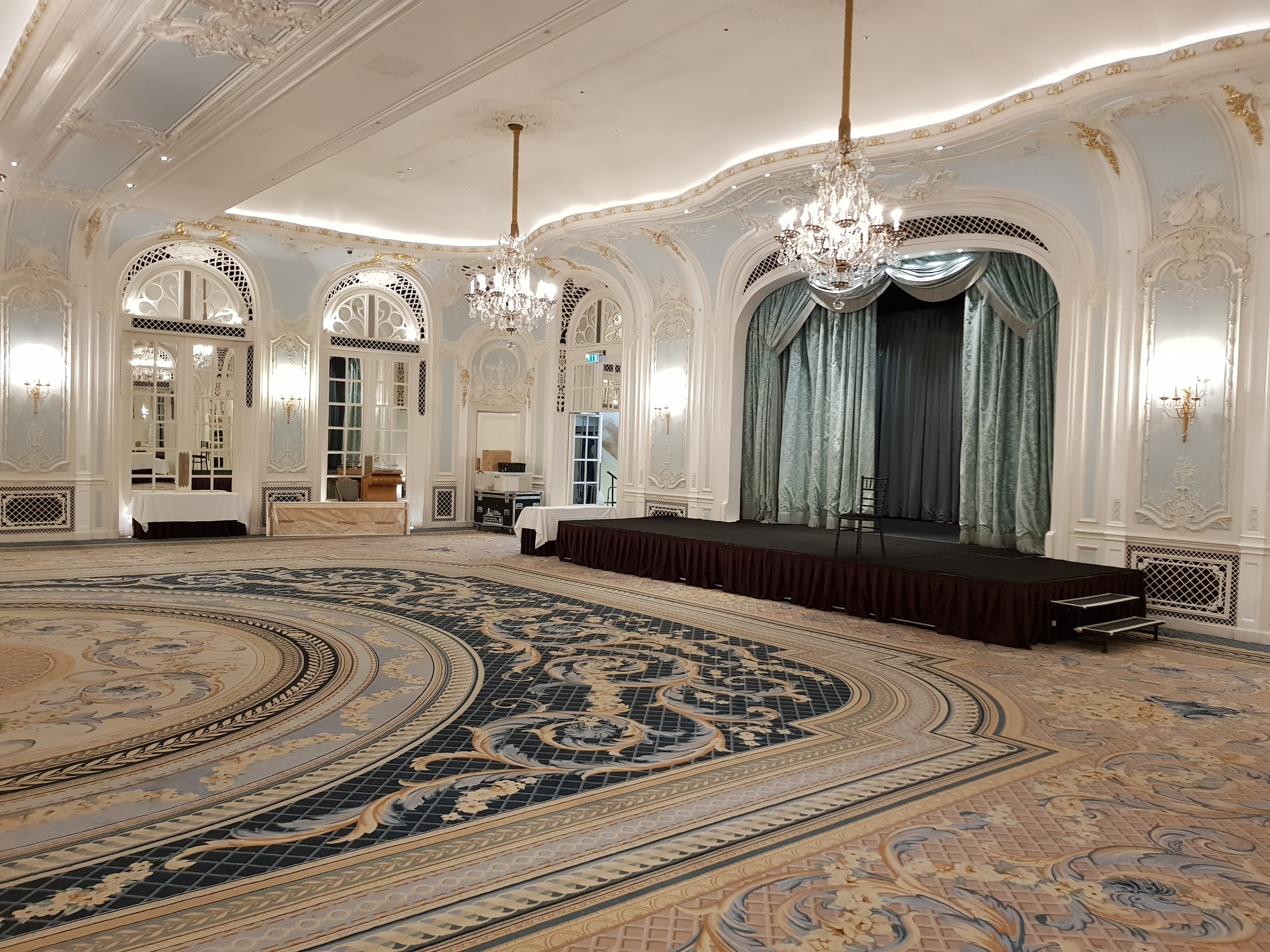
La salle de la conférence à l'hôtel Savoy.

William Thacker est propriétaire d'une librairie indépendante dans le quartier de Notting Hill, à Londres. Il partage un appartement avec Spike, un Gallois excentrique, et a un petit groupe d'amis proches.
Il rencontre un jour l'actrice renommée d'Hollywood Anna Scott, quand elle entre dans sa librairie. Plus tard dans la journée, il la bouscule dans la rue et renverse son jus d'orange sur elle. Il l'invite chez lui afin qu'elle se change. Alors qu'elle part, elle l'embrasse impulsivement.
Anna l'invite à la rencontrer au Ritz lors d'une journée qui coïncide avec la rencontre avec la presse. Arrivé sur place, son agent se méprend et le prend pour un journaliste ; Will se dit alors envoyé par le magazine spécialisé dans l'équitation « Horse & Hound » : il se voit alors dans l'obligation d'interviewer les acteurs du nouveau film d'Anna. Alors qu'il est invité à rencontrer Anna une deuxième fois, cette dernière accepte de l'accompagner pour la soirée d'anniversaire de sa sœur.
À la soirée, Anna s'entend bien avec les amis de Will. Le soir suivant, ils sortent et Anna invite Will dans sa chambre. Elle lui explique qu'elle doit quitter Londres et Will a le cœur brisé quand le petit ami d'Anna, star de cinéma, qu'elle n'avait encore jamais mentionné, arrive. Pendant les six mois qui suivent, les amis de Will organisent de nombreux rendez-vous pour ce dernier mais il n'arrête pas de penser à Anna.
Un jour, Anna se présente au seuil de la porte de Will, lui demandant de la cacher des paparazzi à cause d'un scandale. Elle s'excuse auprès de Will, lui expliquant que ce qui était arrivé était un accident ; son ex-petit ami avait surgi de nulle part alors que leur relation était terminée depuis longtemps. Anna et Will font l'amour. Le lendemain matin, la presse, avertie par Spike, assiège la maison de Will et prend des photos de Will et d'Anna à peine habillée. Furieuse, Anna accuse Will d'avoir profité de la situation et lui dit qu'elle regrette ce qui s'est passé.
Le temps passe et Will, bien que déterminé à oublier Anna, ne va pas mieux. Lors d'un dîner avec ses amis, Will découvre qu’Anna a gagné un Oscar et qu'elle est de retour à Londres pour tourner un film d'époque. Il lui rend visite sur le lieu de tournage, où Anna intervient pour le laisser entrer. Bien qu'elle l'ait autorisé à assister au tournage, il l'entend, sans qu'elle s'en rende compte, le dénigrer auprès de l'un des acteurs. William quitte les lieux.
Le jour suivant, Anna se rend à la librairie et s'excuse, disant qu'elle ne voulait pas parler de sa vie privée avec cet acteur, connu pour être informateur des tabloïds. Elle souhaite reprendre sa relation avec Will, ce qu'il refuse, de peur d'une nouvelle déception. Attristée, Anna accepte sa décision mais lui rappelle sa situation de femme amoureuse, au-delà de la célébrité.
Will retrouve ses amis au restaurant et ouvre le cadeau d'Anna, l'original de La Mariée de Marc Chagall. Chacun à son tour, les amis de Will mentionnent, à tour de rôle et à contre-cœur, les défauts d'Anna. Spike, arrivé entretemps, dit que Will est un « connard de première ». Will repense alors à la dernière phrase d'Anna et se rend compte de son erreur. Ils prennent alors la voiture d'un de ses amis et se rendent jusqu'à l'hôtel d'Anna. Ils découvrent alors qu'elle a quitté sa chambre et qu'elle tient une conférence à l'Hôtel Savoy. À l'arrivée de Will, l'agent d'Anna annonce à la presse une pause dans la carrière de l'actrice et son départ du Royaume-Uni le soir même. Will, se présentant à nouveau comme un journaliste, la questionne sur sa relation avec lui. Anna annonce qu'elle restera au Royaume-Uni « pour toute la vie ». Anna et Will se sourient, tandis que les flashs des photographes de presse les éclairent l'un et l'autre. Un montage montre leur mariage, puis le tapis rouge lors d'une première d'un des films d'Anna, avant de finir sur le couple sur le banc d'un parc, où l'on voit Anna enceinte.

## Fiche technique

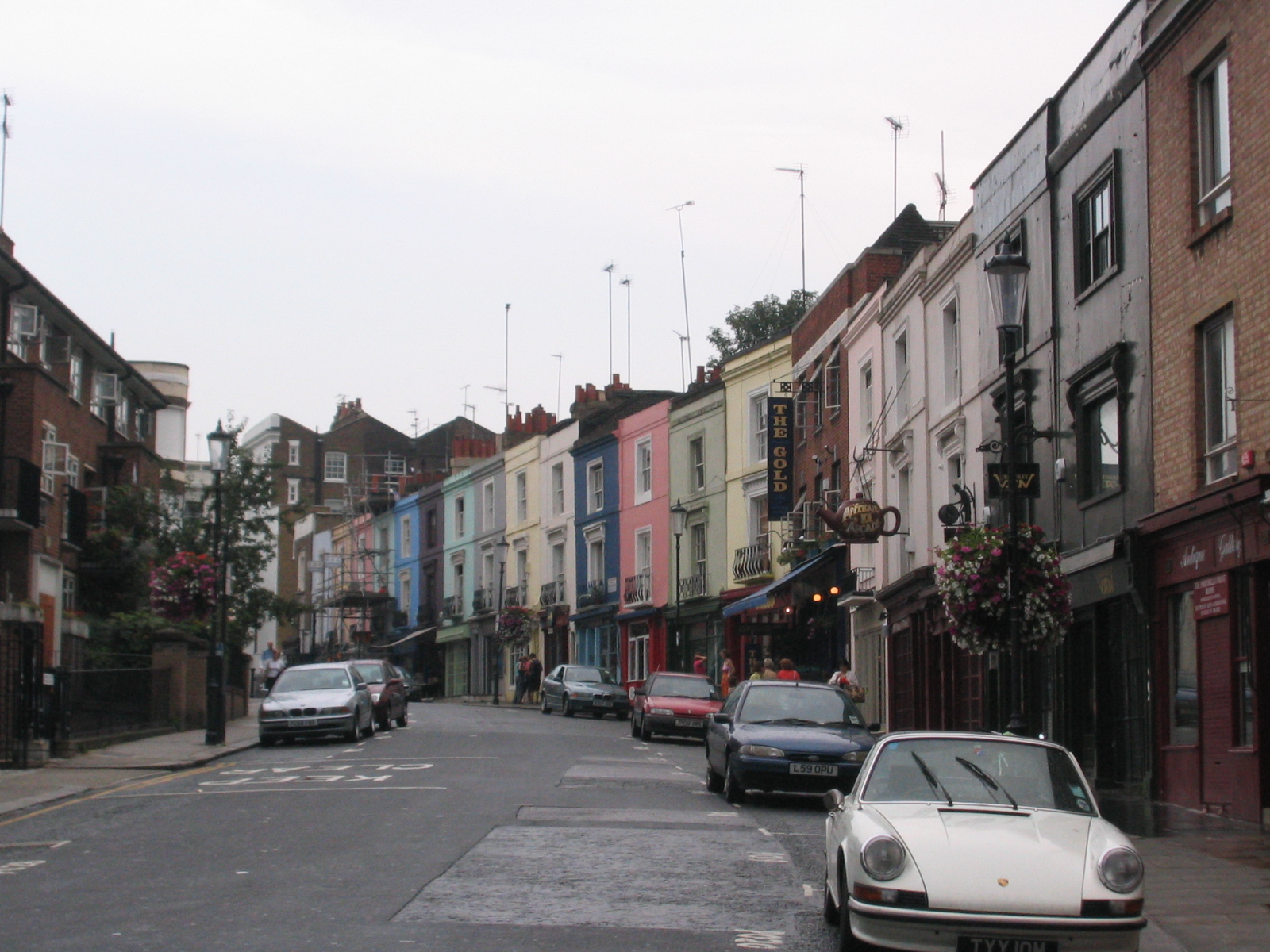
Portobello Road où se déroule une partie du film.

- Titre : Coup de foudre à Notting Hill
- Titre original : Notting Hill
- Réalisation : Roger Michell
- Scénario : Richard Curtis
- Musique : Trevor Jones
- Photographie : Michael Coulter
- Montage : Nick Moore
- Décors : Stuart Craig
- Costumes : Shuna Harwood
- Production : Duncan Kenworthy (en)
  - Production exécutive : Tim Bevan, Richard Curtis, Mary Richards et Eric Fellner
- Sociétés de production : PolyGram Filmed Entertainment, Working Title Films, Bookshop Productions, Notting Hill Pictures
- Sociétés de distribution : PolyGram Filmed Entertainment (Royaume-Uni) ; Universal Pictures (USA) ; United International Pictures (France)
- Budget : 42 millions de dollars
- Pays d'origine : Royaume-Uni, États-Unis
- Langue originale : anglais
- Format : couleurs - 2,35:1 - son DTS / Dolby Digital / SDDS - 35 mm
- Genre : comédie romantique
- Durée : 124 minutes
- Dates de sortie : 13 mai 1999 (première, États-Unis), 21 mai 1999 (Royaume-Uni), 11 août 1999 (Belgique), 18 août 1999 (France)

## Distribution
- Hugh Grant (VF : Thibault de Montalembert) : William Thacker
- Julia Roberts (VF : Céline Monsarrat) : Anna Scott
- Rhys Ifans (VF : Jean-Michel Fête) : Spike, le colocataire de William
- James Dreyfus : Martin, l'associé de William
- Gina McKee (VF : Juliette Degenne) : Bella, la femme handicapée de Max
- Emma Chambers (VF : Stéphanie Murat) : Honey, la sœur de William
- Hugh Bonneville (VF : Daniel Kenigsberg) : Bernie, un banquier ami de William
- Richard McCabe : Tony, le restaurateur
- Tim McInnerny (VF : Hubert Drac) : Max, un ami de William
- Henry Goodman : le concierge du Ritz
- Julian Rhind-Tutt (VF : Jean Barney) : le journaliste de 'Time Out'
- Lorelei King : l'agent d'Anna
- Melissa Wilson (VF : Maïté Monceau) : Tessa, la fille vulgaire
- Emma Bernard : Keziah, la fruitarienne
- Emily Mortimer : la fille parfaite
- Dylan Moran : Rufus, le voleur
- Clarke Peters : l'acteur principal dans 'Helix'
- Mischa Barton : la jeune actrice dans 'Helix'
- John Shrapnel : le responsable des Relations Publiques d'Anna
- Samuel West : l'acteur co-star d'Anna
- Sanjeev Bhaskar : un client malpoli au restaurant
- Andy de la Tour : un journaliste à la conférence de presse
- Alec Baldwin (VF : Gabriel Le Doze) : Jeff King (non crédité)
- Matthew Modine : l'acteur jouant avec Anna dans la scène du musée (non crédité)
- Joe Cornish : un fan recevant un autographe d'Anna (non crédité)
- Omid Djalili : le caissier du café (non crédité)
- Simon Callow : lui-même (non crédité)

Sources et légendes : Version française (V. F.) sur AlloDoublage

## Production

### Choix de la distribution
Les acteurs Alec Baldwin et Matthew Modine jouent dans le film sans être mentionnés au générique. Le premier en tant que petit ami d'Anna (l'acteur Jeff King, qui l'attend à l'hôtel) et le second dans un film que l'on voit dans le film (il accompagne le personnage que joue Anna dans un musée). La toute jeune actrice que Hugh Grant interviewe à l'hôtel est interprétée par Mischa Barton, 13 ans à l'époque du tournage, qui se fera connaître plus tard comme une des protagonistes de la série télévisée Newport Beach (The O.C.).

### Tournage
Le film a été tourné à Londres et dans ses environs.
- Portobello Road : c’est au no 142 de cette rue située dans le quartier de Notting Hill que se trouve la librairie, fictive, de William Thacker (Hugh Grant)[2].
- Hôtel Ritz : c’est dans ce grand hôtel de Piccadilly que séjourne l’actrice Anna Scott (Julia Roberts) pendant son passage à Londres[2].
- Kenwood House, Hampstead : c’est dans le parc de cette demeure du XVIIe siècle qu’Anna Scott, qui y tourne un film d’époque, est rejointe par William Thacker, qui l’entend alors, sans qu’elle s’en doute, le dénigrer auprès d’un autre acteur[2].
- Hôtel Savoy : c’est dans ce grand hôtel du Strand, où Anna Scott tient une conférence de presse, qu'a lieu le dénouement du film[2].

## Bande originale
- She, interprété par Elvis Costello
- She, interprété par Charles Aznavour
- Born to Cry, interprété par Pulp
- In Our Lifetime, interprété par Texas
- Happy Birthday, composé par Mildred J. Hill et Patty S. Hill
- When You Say Nothing At All, interprété par Ronan Keating
- How Can You Mend A Broken Heart, interprété par Al Green
- Ain't No Sunshine, interprété par Bill Withers
- Blue Moon, composé par Richard Rodgers et Lorenz Hart
- I Do (Cherish You) interprété par 98°
- You've Got a Way, interprété par Shania Twain
- Turn Your Lights Down Low, interprété par Bob Marley et Lauryn Hill
- From the Heart, interprété par Another Level
- Gimme Some Lovin, interprété par The Spencer Davis Group
- No Matter What (générique de fin version américaine), interprété par Boyzone